# Mat' i mačecha
Mat' i mačecha (Мать и мачеха) è un film del 1964 diretto da Leonid Aristarchovič Pčёlkin.